# Sinularia marenzelleri
Sinularia marenzelleri is een zachte koraalsoort uit de familie Alcyoniidae. De koraalsoort komt uit het geslacht Sinularia. Sinularia marenzelleri werd in 1889 voor het eerst wetenschappelijk beschreven door Wright & Studer. 